# Canzoni sotto l'albero
Canzoni sotto l'albero è stato un programma televisivo italiano andato in onda su Canale 5 in prima serata con cadenza annuale, nel periodo natalizio, dal 1992 al 2000. Per lungo tempo è stato condotto da Rita dalla Chiesa, sostituita in seguito da Mara Venier (1998) e Paola Perego (1999-2000).

## La trasmissione
Si trattava di un varietà canoro ideato da Gigi Reggi, trasmesso in un'unica puntata per ogni edizione nei giorni immediatamente precedenti (o successivi) il giorno di Natale. I protagonisti dello spettacolo erano i bambini, che gareggiavano tra loro interpretando ciascuno un brano musicale tra i più noti del repertorio italiano e internazionale e si esibivano in numeri di danza. I giovanissimi concorrenti erano valutati da una giuria composta solitamente da personaggi noti, e avevano la possibilità di duettare con degli ospiti musicali. 

## Edizioni

### 1992
La prima edizione è andata in onda domenica 27 dicembre 1992 alle 20.30, con la conduzione di Rita dalla Chiesa e la partecipazione straordinaria di Gino Bramieri. In gara 12 bambini giudicati da una giuria composta da alcuni cantanti italiani del passato. La regia era affidata a Lorenzo Lorenzini. 

### 1993
La seconda edizione va in onda in prima serata su Canale5 la sera del 28 dicembre 1993 con la conduzione della riconfermata Rita dalla Chiesa, affiancata da Giorgio Faletti. Alla serata partecipano 12 bambini con un'età compresa tra 5 e 9 anni. Tra le canzoni proposte: Felicita, Rose rosse, Maledetta primavera, Tintarella di luna e La solitudine. I piccoli artisti vengono giudicati da una giuria composta da cantanti italiani del passato come Betty Curtis, Wilma De Angelis, Arturo Testa, Joe Sentieri, Achille Togliani, Dino Zambelli. Presidente della giuria è Giorgio Faletti che nel corso della serata propone anche i personaggi dello stilista Tamborino e di Suorddaliso. Ospiti della serata la compagnia di saltimbanchi Colombazzi. La sigla di apertura è Amico mio, traduzione italiana della ben più nota We are the world, cantata dai bambini in gara. La sigla di coda è la stessa canzone, questa volta interpretata dai componenti della giuria.

### 1994
Nel 1994 la serata, sempre condotta da Rita dalla Chiesa, ha cambiato giorno di trasmissione, passando al mercoledì (il 28 dicembre).

### 1995
L'edizione 1995 andò in onda il giorno di Natale e fu condotta ancora una volta da Rita dalla Chiesa affiancata stavolta dal modello Tommy Tomaszewski, già suo partner a Forum, e da Claudio Lippi nelle vesti di inviato. In questa edizione i giovanissimi partecipanti (tra i 7 e i 12 anni) sono stati valutati da una giuria composta dai Dik Dik, Rosanna Fratello, Betty Curtis, Riccardo Del Turco, Wilma De Angelis, Gianni Nazzaro, Nilla Pizzi, Giovanna e Mario Tessuto, che hanno intonato in coro una loro versione di We Are the World.

### 1996
La quinta edizione va in onda in prima serata la sera del 22 dicembre 1996 ancora una volta con la conduzione di Rita dalla Chiesa; la gara in questa edizione ha per protagonisti tredici giovani concorrenti, valutati da una giuria di "mamme vip" composta da: Eleonora Brigliadori, Alessandra Canale, Mariolina Cannuli, Fiordaliso, Silvana Giacobini, Susanna Messaggio, Rita Pavone, Romina Power, Roberta Termali, Rosanna Vaudetti, Elisabetta Viviani e Matilde Zarcone. L'orchestra è diretta da Chicco Santulli, mentre la regia è di Beppe Recchia. La scenografia allestita con degli enormi Babbi Natale è firmata da Gaetano Castelli. In collegamento da Tokyo Al Bano propone l'Ave Maria di Schubert, mentre Mino Reitano, ospite in studio, duetta con Rita dalla Chiesa sulle note di Bianco Natale. Rita Pavone interpreta Sei la mia mamma di Lina Wertmuller e Nino Rota tratta da Giamburrasca. Tra gli ospiti anche il mago fantasista americano Nichols Night. La sigla di testa dal titolo Natale si, Natale no - creata sulle note del brano La terra dei cachi di Elio e le Storie Tese è interpretata dai bambini vincitori delle prime 4 edizioni.

### 1997
Per l'anno successivo, il 1997, la trasmissione è andata in onda nuovamente la sera del giorno di Natale con Rita dalla Chiesa affiancata stavolta da Al Bano, che ha intervallato le esibizioni dei dieci giovani concorrenti interpretando alcuni brani natalizi. A giudicare i piccoli cantanti una giuria composta da 10 mamme vip: Fiorella Pierobon, Gabriella Golia, Cinzia Lenzi, Gabriella Carlucci, Oriella Dorella, Maria Teresa Ruta, Sandra Milo, Lory Del Santo, Rosanna Fratello e Barbara Bouchet. Nel corso della serata le giurate si esibiscono in versione coro gospel, mentre Armando Traverso si collega da Napoli per mostrare i presepi più belli di Via San Gregorio Armeno a Napoli.

### 1998
La settima edizione va in onda in prima serata su Canale5 il 20 dicembre 1998 con la conduzione di Mara Venier. In gara dieci bambini giudicati da una giuria composta da Barbara Bouchet, Enzo Braschi, Roberta Lanfranchi, Giorgio Mastrota, Davide Mengacci, Brigitte Nielsen, Adriano Pappalardo, Stefano Tacconi e Maria Teresa Ruta. Ospite d'onore Katia Ricciarelli che interpreta Voce notte e White Christmas. Mara Venier propone in versione di cantante country una canzone natalizia dedicata alla tradizione americana. Vince la settima edizione Diego Fainello dei Sonohra.

### 1999
L'ottava edizione è andata in onda in prima serata su Canale5 la sera del 26 dicembre 1999 con la conduzione di Paola Perego e la partecipazione straordinaria di Al Bano. Alla gara prendono parte 10 bambini (5 maschi e 5 femmine) che si esibiscono dal vivo, accompagnati da un'orchestra di 23 elementi diretta da maestro Valeriano Chiaravalle. Ogni bambino viene accompagnato da un padrino o una madrina, tra i quali figurano Gaia De Laurentiis, Amanda Sandrelli, Corinne Cléry, Marco Liorni, Pupo, Walter Zenga. A decretare la canzone vincitrice è il pubblico presente in studio. Nel corso della serata Al Bano si esibisce nell'interpretazione di alcuni brani e in un inedito duetto con Topo Gigio. Fuori gara si esibiscono tre bambini nei panni dei tre tenorini, che eseguono un medley di canzoni tra cui l'Ave Maria di Schubert e Nessun Dorma dalla Turandot di Puccini.

### 2000
La nona ed ultima edizione, in onda la sera della Vigilia di Natale, rivede alla conduzione Paola Perego con la partecipazione di Al Bano. Tra i concorrenti in gara un giovanissimo Valerio Scanu.

## Spin Off
Nel 2001 il format è stato inglobato all'interno di Sembra ieri, programma in onda su Rete 4 e condotto da Iva Zanicchi.

### Successo e accoglienza
In onda con una puntata speciale a cadenza annuale, il programma è diventato nel tempo un appuntamento fisso della programmazione natalizia di Canale 5, apprezzato dal pubblico da casa. Non erano sempre positivi, invece, i critici televisivi, che in particolar modo non apprezzavano il fatto che i giovanissimi protagonisti interpretassero brani musicali originariamente destinati agli adulti.